# Rupauliya
Rupauliya – gaun wikas samiti w zachodniej części Nepalu w strefie Lumbini w dystrykcie Nawalparasi. Według nepalskiego spisu powszechnego z 2001 roku liczył on 1494 gospodarstw domowych i 8400 mieszkańców (4247 kobiet i 4153 mężczyzn).